# Chalcidoidea
Chalcidoidea é uma superfamília de vespas que pertence à ordem de insetos Hymenoptera. É um dos grupos mais numerosos dentro de Hymenoptera, com cerca de 22.000 espécies conhecidas. Estima-se que existam entre 60.000 a 100.000 espécies, extrapolando-se até a 500.000 ou 10% das espécies de insetos.
Vespas calcidoides são minúsculas; a maioria tem menos de 3 mm de comprimento. Os machos adultos das menores espécies conhecidas (Mymaridae) têm apenas 0,11 mm de comprimento. A maioria são vespas de cores escuras, muitas vezes com detalhes no corpo complexos de cor azul ou verde metálico. Também são reconhecidas pela característica de nervação reduzida das asas, similar ao que é visto em outras superfamílias de vespas parasitas.
São importantes tanto como agentes de controle biológico de pragas agrícolas quanto como as próprias pragas.

## Características

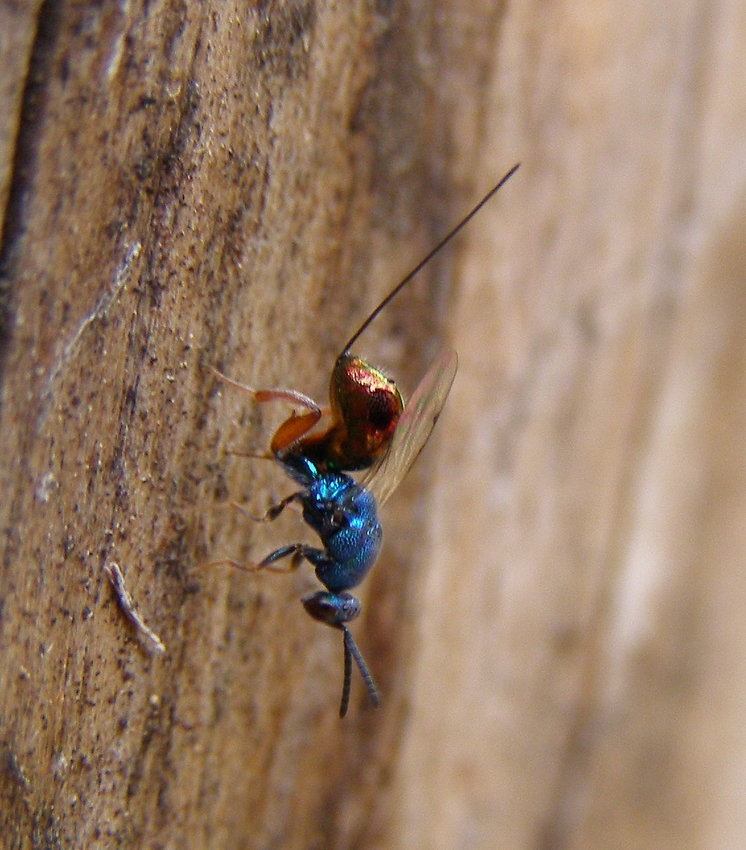
Algumas espécies, como Torymus calcaratus, são coloridas e possuem brilho metálico

São pequenos insetos, que geralmente variam de 0,5 mm a 8 mm, mas também existem espécies de apenas 0,2 mm.  A maioria apresenta cores escuras, às vezes marrons, amarelas ou avermelhadas; muitas vezes com complexos detalhes de cor azul ou verde iridescente ou com reflexos metálicos. A cabeça e mesossoma são fortemente esclerotizados, geralmente pontuados. A cabeça possui antenas geniculadas, ou seja, dobradas em ângulo, compostas por menos de 15 artículos.O pronoto em vista lateral não atinge a tégula (exceto para espécies muito pequenas). As asas são caracterizadas pela ausência de veias transversas no pterostigma e pela venulação muito reduzida, composta por um único ramo.
Outras características da superfamília são, conforme citado no trabalho de Damolin & Melo (2004):
- Ausência de "células" fechadas,[nota 1] na asa anterior (no caso de espécies em que as asas estão presentes);
- Sensilas placoides (placas multiporosas) em pelo menos um dos flagelômeros antenais;
- Prepecto externamente visível (oculto em membros da família Rotoitidae);
- Espiráculo mesotorácico na margem lateral do mesoscuto (caráter mais confiável);
- Antenas geniculadas, com normalmente menos de 15 artículos e com o flagelo diferenciado em clava e funículo.

Leucospis gigas, família Leucospidae.

### Biologia
Apesar de seu pequeno tamanho, eles desempenham um papel significativo no ecossistema. A maioria das espécies são parasitoides de outros insetos, atacando o ovo ou estágio larval de seu hospedeiro, embora muitos outros ciclos de vida sejam conhecidos. Os casos de hiperparasitismo também são frequentes. Esses hospedeiros podem ser encontrados em pelo menos 12 ordens de insetos diferentes, incluindo Lepidoptera (borboletas e mariposas), Diptera (moscas verdadeiras), Coleoptera (besouros), Hemiptera (insetos verdadeiros) e outros Hymenoptera, bem como duas ordens de Arachnida e até mesmo uma família de Nematoda.
Além dos parasitoides, há algumas espécies com o hábito fitófago, as larvas alimentam-se dentro de sementes, caules, galhas etc. Espécies da família Agaonidae se desenvolvem apenas em figos, e outras também são fitófagas, como Eurytomidae, Eulophidae, Pteromalidae, Tanaostigmatidae e Torymidae, associadas a 44 famílias de plantas diferentes. O hábito predador é encontrado em algumas larvas, como, por exemplo, algumas larvas de Encyrtidae que alimentam-se de ovos de Coccoidea, e Eurytomidae que são predadores de larvas de Cynipoidea.

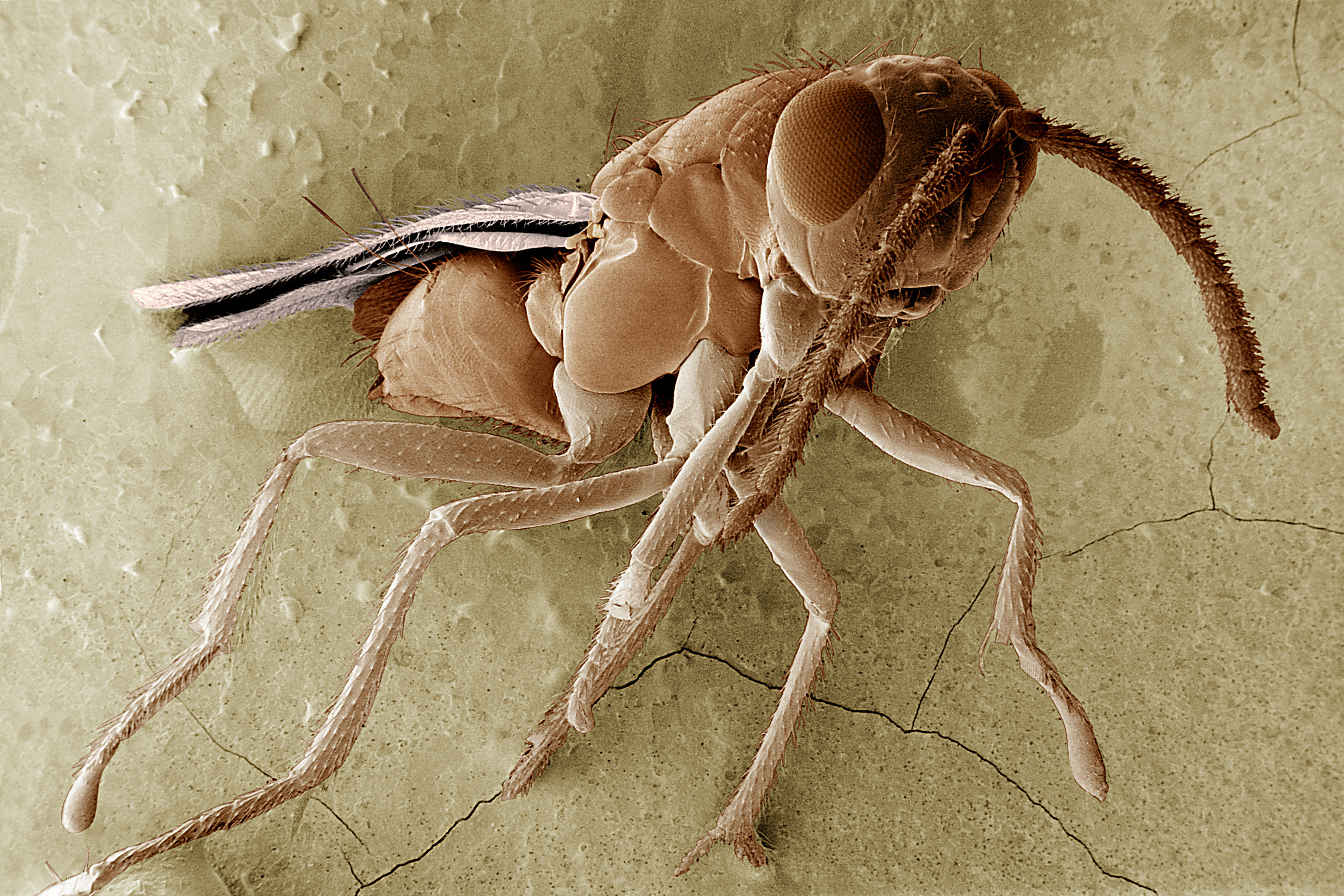
Imagem de MEV de Tachinaephagus zealandicus.

## Taxonomia
Chalcidoidea é uma superfamília de Hymenoptera, cujas famílias estão em fluxo constante à medida que novas hipóteses estão sendo propostas e rejeitadas constantemente. Por se tratar de um agrupamento tão vasto em termos de número e distribuição geográfica, a sistemática de Chalcidoidea ainda está se desenvolvendo, de modo que a posição de muitas espécies é ambígua e objeto de novas propostas. O número, a definição e os limites das famílias estão em um estado de mudança desde o início do século XIX. Com os avanços da sistemática molecular, novas revisões da classificação em uso hoje serão vistas futuramente.
Existem dezenove famílias existentes reconhecidas no momento:
- Agaonidae Walker, 1846
- Aphelinidae Thomson, 1876
- Chalcididae Latreille, 1817
- Encyrtidae Walker, 1837
- Eucharitidae Latreille, 1809
- Eulophidae Westwood, 1829 (incluindo Elasmidae)
- Eupelmidae Walker, 1833
- Eurytomidae Walker, 1832
- Leucospidae Fabricius, 1775
- Mymaridae Haliday, 1833
- Ormyridae Förster, 1856
- Perilampidae Latreille, 1809
- Pteromalidae Dalman, 1820
- Rotoitidae Bouček & Noyes, 1987
- Signiphoridae Ashmead, 1880
- Tanaostigmatidae Howard, 1890
- Tetracampidae Förster, 1856
- Torymidae Walker, 1833
- Trichogrammatidae Haliday, 1851

Existem também duas famílias extintas:
- Khutelchalcididae Rasnitsyn, Basibuyuk & Quicke, 2004
- Diversinitidae Haas, Burks & Krogmann, 2018

Destas famílias, pelo menos cinco são conhecidos como grupos artificiais (parafiléticos), e estão sendo - ou serão - subdivididos em várias famílias, ou talvez fundidos com famílias existentes. O mais problemático é Pteromalidae e, em algumas classificações, considera-se que há até oito linhagens independentes, agrupadas por causa de semelhanças superficiais.

## Controle biológico
Os insetos da superfamília Chalcidoidea estão entre mais utilizados para o controle biológico de organismos prejudiciais. Algumas das espécies utilizadas pertencem às famílias Pteromalidae, Aphelinidae, Mymaridae, Chalcididae e Encyrtidae.